# Calvi dell’Umbria
Calvi dell’Umbria – miejscowość i gmina we Włoszech, w regionie Umbria, w prowincji Terni.
Według danych na rok 2004 gminę zamieszkiwało 1859 osób, 41,3 os./km².

## Miasta partnerskie
- Peiting